# Bionic
Bionic (стилизовано как {Bi~on~iC}) — шестой студийный альбом американской певицы Кристины Агилеры, выпущенный 8 июня 2010 года. Альбом включает такие стили, как R&B, поп, электропоп и синтипоп. Во время записи альбома Агилера сотрудничала с многими звёздами электронной музыки: Ladytron, Le Tigre и Sia Furler. В 2010 году альбом занял второе место в списке самых нелегально скачиваемых альбомов. К началу 2015 года продажи альбома составили более 1,000,000 копий.

## Предпосылки
Ещё во время азиатской части тура Back to Basics World Tour, летом 2007 года, Кристина отметила, что её будущий альбом будет «коротким, сладким и полностью отличающимся» от её предыдущего лонгплея Back to Basics. Позже певица дала интервью о планах, касающихся её нового альбома, для телевизионного шоу c Райаном Сикрестом, где Кристина добавила, что альбом будет включать её новые личностные аспекты как артистки, на которую повлияло рождение сына. На своём официальном сайте певица говорила: «Работая над этим альбомом со многими талантливыми артистами и продюсерами, которыми я восхищаюсь, я получила бесценный опыт. Артисты, которых я выбрала для работы, привнесли в альбом удивительное звучание. Моя задача состояла в том, чтобы проникнуть в их внутренний мир и соединить его с моим мировоззрением, видением и звуком. Результаты просто волшебны».
Кристина Агилера описала альбом, как уникальную смесь многих музыкальных жанров и стилей: «Я была готова исследовать и создать новую сексуальную смесь электронных и обычных звучаний с общими темами, простирающимися от игривых до интроспективных. Я очень взволнована, так как мои фанаты услышат новый звук, которого никто от меня не ожидает». Позже певица говорила: «Каждый изданный мной альбом — это картина моей жизни, опыта и того, какую он сыграл роль в моём личностном формировании… За последние четыре года я стала матерью, женой и, совсем недавно, актрисой… Альбом сочетает в себе все эти характеристики, поэтому я начала сотрудничать со многими артистами и продюсерами всех музыкальных жанров. Это позволило бросить вызов самой себе, используя свой голос так, как никогда раньше».

## Запись альбома
Запись альбома началась в феврале 2009 года. Для совместной работы был приглашен DJ Premier, с которым уже была проведена работа над Back to Basics. Позже об этом он говорил так: «Она снова делает целый поп-альбом, но она хочет, чтобы я сохранил тот тон, что мы делали раньше. Она готова начать в следующем месяце». Сотрудничество вылилось в 4 записанных песни, отправленных в альбом. В октябре 2009 года DJ рассказал, что записал ещё 9 песен, но они не удовлетворили Кристину.
Линда Перри также была привлечена в качестве соавтора. «Линда — один из главных соавторов этого альбома», — сказала Агилера.
Кроме того, велась совместная работа с австралийской певицей-композитором Сиэй Фёрлер. Интересен этот тандем тем, что им нравятся произведения друг друга: «Я большая поклонница Сии и удивлена, что это взаимно», — говорит Кристина в интервью Billboard. Вместе они записали порядка 5 песен.
Позже на интервью Christina’s E! Entertainment Special Агилера говорила, что одна из песен (не уточняется какая) — лучшее творение со времен «Beautiful», а песня «Lullaby» — колыбельная для Макса, сына Кристины.
Британские электрогруппы Ladytron и Goldfrapp также вовлечены в работу над Bionic. Даниэль Хант и Рубен Ву, участники Ladytron, приехав на студию к Кристине, были очень удивлены, узнав, что Кристина знает большинство их песен наизусть. Об этом они сообщили в одном из интервью. Позднее, после первых музыкальных сессий, они говорили, что «Агилера — действительно уникальная вокалистка. Она потрясающе владеет своим голосом». Вместе они записали 4 или 5 песен.
Также есть сведения, что Кристина сотрудничала с группой Neptunes, но их сотрудничество не подтверждено.

## Стиль
Футуристический звук для своего альбома Кристина хотела ещё с 2006 года, но для начала она записала джазовый альбом Back to Basics.
Музыкальный продюсер Агилеры Роб Льюис говорит: «Кристина хотела более футуристический звук для своего альбома. И вы можете мне поверить — это лучшее творение Кристины со времен Stripped».
В итоге альбом вобрал в себя такие стили, как R&B, электроклэш, данс-поп, синти-поп и электропоп.

## Рекламная кампания
В февральском выпуске журнала Marie Claire певица сказала, что название альбома будет оглашено после того, как будут готовы первые три песни. 22 января 2010 года на телешоу Hope for Haiti Now: A Global Benefit for Earthquake Relief Кристина Агилера исполнила песню Линды Пэри «Lift Me Up». Новые песни под названием «Woohoo» при участии Nicki Minaj и «Not Myself Tonight» были размещены на официальном канале YouTube Кристины 7 мая 2010 года, в июне певица появилась на обложке германского журнала GQ, в июле — на обложке Latina и — в июньском выпуске журнала Out.
7 мая 2010 года Кристина выступила с «Not Myself Tonight» на телешоу The Oprah Winfrey Show. Песня «You Lost Me» была исполнена 26 мая на финальной серии шоу American Idol. 6 июня певица спела песни «Bionic», «Not Myself Tonight» и «Woohoo» на церемонии MTV Movie Awards 2010. 8 июня 2010 года, в день выхода альбома в продажу на территории Соединённых Штатов Америки, Кристина выступила с песнями «Bionic» и «Not Myself Tonight», так же как и с «Beautiful», «Fighter» и «You Lost Me» на программе The Today Show. 9 июня она дала интервью и спела «You Lost Me» на «Позднем шоу с Дэвидом Леттерманом». 10 июня 2010 года Кристина исполнила «Not Myself Tonight» на шоу Live with Regis and Kelly, а днём позже — «Fighter», «You Lost Me», «Not Myself Tonight» и ремикс «Genie in a Bottle»/«What a Girl Wants» на The Early Show. 13 июня был показан репортаж о Кристине Агилере в телепередачах VH1 Storytellers и Behind the Music.
Кристина Агилера планировала большую рекламную кампанию для своего альбома, рассчитывая на свой предстоящий мировой концертный тур Bionic Tour. Изначально было запланировано двадцать концертов в Соединённых Штатах Америки и Канаде между 15 июля и 19 августа 2010 года. Английская певица Леона Льюис была назначена в качестве вспомогательного артиста турне, который бы стал частью собственного концертного тура The Labyrinth в Северной Америке. 24 мая 2010 года Кристина отложила свой тур до 2011 года. В сообщениях на её сайте и от Live Nation, промоутера тура, говорится, что в связи с чрезмерной рекламной кампанией нового альбома и её дебюта в фильме «Бурлеск», Кристине необходимо больше времени для репетиций шоу, а за время, меньшее месяца между релизом альбома и началом тура, невозможно создать шоу и выступить на том уровне, которого ожидают фанаты по всему миру.

## Синглы
«Not Myself Tonight» был издан 13 апреля 2010 года в качестве главного сингла альбома Bionic. Дебют на 23 месте стал пиком в истории нахождения сингла в чарте Billboard Hot 100. «Not Myself Tonight» — третий успешный дебют в карьере певицы после песен «Keeps Gettin' Better» и «Ain’t No Other Man». На международном уровне песня пользовалась малым коммерческим успехом, достигнув двенадцатого места в объединённом чарте Великобритании, а также вошла в список 30 лучших песен в Австрии и Австралии и в список лучших 40 песен Новой Зеландии и Швеции. Сингл получил положительные оценки от музыкальных критиков, которые похвалили клубный стиль и вокал певицы в песне, некоторые критики посчитали, что это лучшая танцевальная запись в карьере певицы со времен «Dirrty» 2002 года. В сопровождение к песне был выпущен видеоклип с основной темой садомазохизма, где Кристина выставляет напоказ различные бондаж-аксессуары, показывая уважение к творчеству Мадонны, а также к видеоклипам «Express Yourself» и «Human Nature» 1989 и 1995 года соответственно. Видео «Not Myself Tonight» получило смешанные оценки от критиков, которые посчитали его эстетичным, но одновременно неоригинальным.
«Woohoo» при участии Ники Минаж был издан вторым синглом, который стал доступен для продаж эксклюзивно в iTunes store 18 мая 2010 года до появления на rhythmic-радиостанциях, которое состоялось 25 мая. Успех сингла был сравнительно ниже, чем у предыдущего: «Woohoo» удалось достичь 46-го места в чарте Канады Canadian Hot 100, 79-го места в Соединённых Штатах Америки и 147-го места в чарте Великобритании. Дебют песни в США и Канаде считается худшим в карьере певицы. Сингл большей частью получил положительные отзывы критиков, которые похвалили как появление Ники Минаж в песне, так и мощный вокал Кристины Агилеры.
«You Lost Me» — третий сингл альбома. 29 июня 2010 года песня была отправлена на радиостанции формата Mainstream/Top 40. Музыкальный критик Леа Гринблатт из издания Entertainment Weekly назвал песню «You Lost Me» балладой о любви, а Эмбер Джеймс из PopEater сказал, что «эта хмурая запись убеждает слушателей в правдивости эмоций, которые выражает певица — одна из лучших исполнительниц баллад всех времен». Премьера музыкального видео состоялась на сайте Vevo 22 июля. Режиссёром видеоклипа стал Энтони Мендлер, который и придумал концепцию видео.

## Критика и наследие
Музыкальными критиками альбом был встречен довольно прохладно, в основном получив смешанные и даже негативные рецензии. Так, издание Entertainment Weekly поставило альбом в пятёрку худших релизов 2010 года. Основная линия критики велась в ключе копирования стиля Леди Гаги, чья карьера была на пике в тот момент, а также изобилия автотьюна и других примочек электронной музыки и слишком большим вниманием теме секса. Издание Independent назвало альбом не оригинальным, имитацией «фишек» Бритни Спирс и Джанет Джексон. Редактор британского издания Тhe Guardian дал смешанную оценку назвав релиз «местами великолепным, местами заставляющим скрежетать зубами, местами глупым».
Группа Ladytron, работавшая над альбомом, высказала мнение, что альбом «запорол» рекорд лейбл, так как окончательная версия альбома сильно отличается от той, над которой они работали в студии. Они заявили, что студия хотела этим диском противопоставить Агилеру Леди Гаге и если бы диск вышел таким, каким его видела сама Агилера, то он был бы успешнее.
В 2012 году MTV Buzzworthy называет альбом «прекрасным, не по годам прогрессивным», большинство песен «волнующими», а песни из делюкс издания «слишком дальновидными и даже вечными». Автор статьи поставил Bionic как пример риска, на который идут артисты, пытаясь удержаться на волне, в результате футуристические композиции могут звучать устаревшими уже на момент релиза. В заключении автор отметил, что спустя два года «великие моменты» Bionic остаются также хороши, какими были.
В похожем ревью Idolator отмечает прогрессивность идей Агилеры, соглашаясь, что это на самом деле так, указывая, что она была первым из артистов первого эшелона, привлекшей к работе австралийскую певицу и автора песен Сию, которая впоследствии сотрудничала чуть ли не с каждым популярным артистом.
В 2018 году, в преддверии и после выхода восьмого студийного альбома Агилеры Liberation, различные издание неожиданно начали публиковать положительные отзывы об альбоме. Издание Houston Chronicle, незадолго до концерта в рамках Liberation Tour в Хьюстоне, опубликовало статью под названием «В защиту Bionic Кристины Агилеры», в которой отметило, что альбом был слишком продвинутым для своего времени, повергнув критиков и фанатов в замешательство агрессивными электро-поп элементами. Издание также отметило безосновательность обвинений в копировании стиля Леди Гаги, которая сама, начиная с 2011 года, была неоднократно обвинена в копировании стиля многих звёзд, в том числе и Агилеры.
Издание QWEERIST отметило, что релиз был достаточно смелым для 2010 года, что делает его «свежим» даже сейчас. Снова был сделан акцент на том, что альбом опередил своё время, что подтверждает сотрудничество с такими артистами как Ники Минаж и Сия, которые стали мировыми сенсациями несколько лет спустя выхода Bionic.
Авторитетное издание Pitchfork, в ревью альбома Liberation, снова отмечает продвинутость альбома для времени его релиза, отмечая наличие «передовых» синглов и также отмечая, что состоись релиз альбома несколькими годами позже, он вполне мог быть встречен гораздо более положительно, укрепив Кристину в статусе одной из главных поп звёзд времени.

## Список композиций
| №   | Название                         | Автор(ы)                                                                | Продюсер(ы)       | Длительность |
| --- | -------------------------------- | ----------------------------------------------------------------------- | ----------------- | ------------ |
| 1.  | «Bionic»                         | Christina Aguilera, Kalenna Harper, John Hill, David Taylor             | John Hill, Switch | 3:21         |
| 2.  | «Not Myself Tonight»             | Jamal Jones, Ester Dean, Claude Kelly                                   | Polow da Don      | 3:05         |
| 3.  | «Woohoo» (featuring Nicki Minaj) | Aguilera, Onika Maraj, Dean, Kelly, Jones                               | Polow da Don      | 5:29         |
| 4.  | «Elastic Love»                   | Aguilera, Mathangi Arulpragasam, Hill, Taylor                           | John Hill, Switch | 3:34         |
| 5.  | «Desnudate»                      | Aguilera, Christopher Stewart, Kelly                                    | Tricky Stewart    | 4:25         |
| 6.  | «Love & Glamour (Intro)»         |                                                                         |                   | 0:11         |
| 7.  | «Glam»                           | Aguilera, Stewart, Kelly                                                | Tricky Stewart    | 3:40         |
| 8.  | «Prima Donna»                    | Aguilera, Stewart, Kelly                                                | Tricky Stewart    | 3:26         |
| 9.  | «Morning Dessert (Intro)»        | Bernard Edwards, Jr                                                     | Focus...          | 1:33         |
| 10. | «Sex for Breakfast»              | Aguilera, Noel Fisher, Edwards, Jr                                      | Focus...          | 4:49         |
| 11. | «Lift Me Up»                     | Linda Perry                                                             | Linda Perry       | 4:07         |
| 12. | «My Heart (Intro)»               |                                                                         |                   | 0:19         |
| 13. | «All I Need»                     | Aguilera, Sia Furler, Samuel Dixon                                      | Samuel Dixon      | 3:33         |
| 14. | «I Am»                           | Aguilera, Furler, Dixon                                                 | Samuel Dixon      | 3:55         |
| 15. | «You Lost Me»                    | Aguilera, Furler, Dixon                                                 | Samuel Dixon      | 4:18         |
| 16. | «I Hate Boys»                    | Aguilera, Jones, Dean, Kelly, William Tyler, Bill Wellings, J.J. Hunter | Polow da Don      | 2:24         |
| 17. | «My Girls» (featuring Peaches)   | Aguilera, Kathleen Hanna, Johanna Fateman, JD Samson                    | Le Tigre          | 3:08         |
| 18. | «Vanity»                         | Aguilera, Dean, Claude Kelly                                            | Ester Dean        | 4:21         |

| №   | Название                       | Автор(ы)                                                                 | Продюсер(ы)       | Длительность |
| --- | ------------------------------ | ------------------------------------------------------------------------ | ----------------- | ------------ |
| 19. | «Monday Morning»               | Aguilera, Sam Endicott, Hill, Taylor, Santi White                        | John Hill, Switch | 3:54         |
| 20. | «Bobblehead»                   | Aguilera, Hill, Taylor, White                                            | John Hill, Switch | 3:02         |
| 21. | «Birds of Prey»                | Aguilera, Cathy Dennis, Daniel Hunt, Reuben Wu, Helen Marnie, Mira Aroyo | Ladytron          | 4:20         |
| 22. | «Stronger than Ever»           | Aguilera, Furler, Dixon                                                  | Samuel Dixon      | 4:16         |
| 23. | «I Am (Stripped)»              | Aguilera, Furler, Dixon                                                  | Samuel Dixon      | 3:55         |
| 24. | «Little Dreamer» (iTunes only) | Aguilera, Dennis, Hunt, Wu                                               | Ladytron          | 4:11         |

## Над альбомом работали
Сведения взяты с Allmusic.

| - Leo Abrahams — акустическая гитара, электрогитара - Christina Aguilera — автор, вокал - Thomas Aiezza — ассистент инженера - Brian «Fluff» Allison — ассистент инженера - Christopher Anderson-Bazzoli — дирижёр - Maya Arulpragasam — автор - Brett Banducci — альт - Matt Benefield — ассистент инженера - Felix Bloxsom — ударные инструменты, барабан - Denise Briese — контрабас - Richard Brown — ассистент инженера - Alejandro Carbollo — тромбон - Dan Carey — сведение - Andrew Chavez — обработка - Daphne Chen — скрипка - Matt Cooker — виолончель - Pablo Correa — ударные инструменты - Cameron Craig — инженер - Greg Curtis — автор - Ester Dean — продюсер - Esther Dean — автор, бэк-вокал - Detail — автор, постановщик вокала - Samuel Dixon — акустическая гитара, бас, фортепиано, автор, программирование, продюсер, инженер - Richard Dodd — виолончель - B. Edwards Jr. — автор - D Face — разработка печатной продукции - Johanna Fateman — автор - Stefanie Fife — виолончель - Sam Fischer — скрипка - Сия Фарлер — автор, постановщик вокала - Brian Gardner — мастеринг - Terry Glenny — скрипка - Larry Goldings — фортепиано - Eric Gordain — аранжировка струнных - Josh Gudwin — инженер - Kathleen Hanna — автор - Kalenna Harper — автор - Kuk Harrell — инженер - John Hill — автор, продюсер, инженер, инструментализация - Jimmy Hogarth — акустическая гитара, электрогитара, инженер - Chauncey «Hit-Boy» Hollis — клавишные - J.J. Hunter — автор - Paul Ill — бас - Jaycen Joshua — сведение - Jamal Jones — автор - Josh Mosser — инженер - Claude Kelly — автор, бэк-вокал, постановщик вокала - James King — флейта, альт — баритон — тенор саксофон - Anna Kostyuchek — скрипка - Oliver Kraus — струнные аранжировки, инженер - John Krovoza — виолончель - Marisa Kuney — скрипка - Victoria Lanier — скрипка - Alex Leader — инженер, ассистент инженера - Juan Manuel — ударные инструменты | - Ami Levy — скрипка - Abe Liebhaber — виолончель - Giancarlo Lino — ассистент - Erik Madrid — ассистент - Alix Malka — фотография - Onika Maraj — автор - Manny Marroquin — инженер, сведение - Diego Miralles — виолончель - Julio Miranda — гитара - Kyle Moorman — обработка - Bryan Morton — инженер - Luis Navarro — ассистент - Karolina Naziemiec — альт - Neli Nikolaeva — скрипка - Merrill Nisker — автор - Cameron Patrick — скрипка - Peaches — рэп - Jason Perry — автор - Linda Perry — бас, гитара, ударные инструменты, фортепиано, автор, клавишные, программирование, продюсер, инженер - Radu Pieptea — скрипка - Christian Plata — ассистент - Polow da Don — продюсер - Oscar Ramirez — инженер, постановщик вокала - The Real Focus — продюсер, инструментализация - Melissa Reiner — скрипка - David Sage — альт - J.D. Samson — автор - Kellii Scott — барабан - Alexis Smith — ассистент инженера - Arturo Solar — труба - Audrey Solomon — скрипка - Eric Spring — инженер - Jay Stevenson — ассистент инженера - Jeremy Stevenson — инженер - Christopher Stewart — продюсер, автор - Subskrpt — инженер, ассистент инженера - Switch — продюсер, инженер, сведение, инструментализация - Jenny Takamatsu — скрипка - Tom Tally — альт - Dave Taylor — автор - Brian «B-Luv» Thomas — инженер - Pat Thrall — инженер - Le Tigre — продюсер - Jason Torreano — контрабас - William Tyler — автор - Randy Urbanski — ассистент - Jessica van Velzen — альт - Eli Walker — инженер - Bill Wellings — автор - Amy Wickman — скрипка - Cory Williams — инженер - Rodney Wirtz — альт - Richard Worn — контрабас - Alwyn Wright — скрипка - Andrew Wuepper — инженер |

## Чарты, сертификаты и преемственность
| Страна, чарт (2010)                                       | Высшее место |
| --------------------------------------------------------- | ------------ |
| Австралия Australian Albums Chart                         | 3            |
| Австрия Austrian Albums Chart                             | 3            |
| Бельгия (Фламандский округ) Belgium Flanders Albums Chart | 4            |
| Бельгия (Валлонский округ) Belgium Wallonia Albums Chart  | 23           |
| Чехия Czech Albums Chart                                  | 4            |
| Канада Canadian Albums Chart                              | 3            |
| Дания Danish Albums Chart                                 | 12           |
| Нидерланды Dutch Albums Chart                             | 6            |
| Европа European Top 100 Albums                            | 1            |
| Финляндия Finnish Albums Chart                            | 1            |
| Франция French Albums Chart                               | 20           |
| Германия German Albums Chart                              | 6            |
| Греция Greek Albums Chart                                 | 1            |
| Венгрия Hungarian Albums Chart                            | 11           |
| Ирландия Irish Albums Chart                               | 4            |
| Италия Italian Albums Chart                               | 8            |
| Япония Japanese Albums Chart                              | 6            |
| Мексика Mexican Album Charts                              | 8            |
| Новая Зеландия New Zealand Album Charts                   | 6            |
| Норвегия Norwegian Album Charts                           | 20           |
| Польша Polish Albums Chart                                | 7            |
| Испания Spanish Albums Chart                              | 4            |
| Швеция Swedish Albums Chart                               | 5            |
| Швейцария Swiss Albums Chart                              | 2            |
| Великобритания UK Albums Chart                            | 1            |
| США Billboard 200                                         | 3            |

| Регион | Сертификация | Продажи |
| --- | ------------ | ------- |
| Австралия (ARIA) | Золотой      | 35 000^ |
| Австрия (IFPI Austria) | Золотой      | 10 000* |
| Греция (IFPI Greece) | Золотой      | 3000^   |
| Великобритания (BPI) | Серебряный   | 60 000^ |
| США (RIAA) | Золотой      | 500 000 |
| * Данные о продажах приведены только на основе сертификации. · ^ Данные о тиражах приведены только на основе сертификации. · Данные о продажах + прослушиваниях приведены только на основе сертификации. |              |         |

## Хронология релиза
| Страна            | Дата        | Формат                           | Лейбл                    | Каталожный номер |
| ----------------- | ----------- | -------------------------------- | ------------------------ | ---------------- |
| Германия          | 4 июня 2010 | Standard edition, Deluxe edition | Sony Music Entertainment |                  |
| Голландия         | 4 июня 2010 | Standard edition, Deluxe edition | Sony Music Entertainment | 2550009261837    |
| Австралия         | 4 июня 2010 | Standard edition, Deluxe edition | Sony Music Entertainment |                  |
| Франция           | 7 июня 2010 | Standard edition, Deluxe edition | Sony Music Entertainment |                  |
| Польша            | 7 июня 2010 | Standard edition, Deluxe edition | Sony Music Entertainment |                  |
| Турция            | 7 июня 2010 | Standard edition, Deluxe edition | Sony Music Entertainment |                  |
| Малайзия          | 7 июня 2010 | Deluxe edition                   | Sony Music Entertainment |                  |
| Великобритания    | 7 июня 2010 | Standard edition                 | RCA Records              | 88697608672      |
| Великобритания    | 7 июня 2010 | Deluxe edition                   | RCA Records              | 88697714912      |
| Великобритания    | 7 июня 2010 | Fan edition                      | RCA Records              |                  |
| Соединённые Штаты | 8 июня 2010 | Standard edition                 | RCA Records              | 886977148620     |
| Соединённые Штаты | 8 июня 2010 | Special edition                  | RCA Records              | 886977149122     |
| Соединённые Штаты | 8 июня 2010 | Fan edition                      | RCA Records              |                  |
| Аргентина         | 8 июня 2010 | Standard edition                 | Sony Music Entertainment |                  |
| Бразилия          | 8 июня 2010 | Standard edition                 | Sony Music Entertainment | 886976086725     |
| Япония            | 9 июня 2010 | Standard edition                 | Sony Music Japan         | SICP2604         |